# Баланос, Козмас
Козмас Баланос (греч. Κοσμάς Μπαλάνος; 1731, Янина — 1808, там же) — греческий священник, деятель Новогреческого просвещения, математик, педагог и писатель. Продолжатель дела своего отца, просветителя Баланоса Василопулоса и один из наиболее известных греческих учёных второй половины XVIII века.

## Биография
Козмас Баланос родился в эпирском городе Янине, ставшем в период османского господства одним из центров греческого просвещения. Козмас был старшим из четырёх сыновей священника и просветителя Баланоса Василопулоса. Получил образование у своего отца. Преподавал в школах Фессалии и македонской столицы, города Салоник. В 1756 году принял у своего отца дирекцию школы Гумаса в Янине и оставался на этом посту до 1799 года. Одновременно в 1758 году был рукоположен в священника. Развил бурную церковную и общественную деятельность, которая, в сочетании с его педагогической деятельностью, обеспечила ему всеобщее признание. Он также получил признание своих учеников, многие из которых стали известными учёными и литераторами.
В 1790-е годы школа Гумаса столкнулась с большими финансовыми трудностями, но Баланос разрешил их, найдя новых меценатов в среде греческой диаспоры из Янины, в особенности при поддержке братьев Зосимас. В 1799 году после 40 лет работы в школе Гумаса Козмас Баланос оставил свой пост младшему брату Константиносу, после которого школу возглавил их брат Анастасиос. Другой брат, Димитрий, преподавал в одной из школ Молдово-Валахии. После смерти Анастасиоса школу возглавил сын Димитрия, Григорий, но в 1820 году школа и её богатейшая библиотека были сожжены Али-пашой Янинским.

## Языковой вопрос
Козмас Баланос, будучи консервативным учёным, использовал в своей работе архаическую форму греческого языка и отказывался от использования разговорного языка димотика. Он также был вовлечён в личный конфликт с прогрессивным учёным Афанасиосом Псалидасом, возглавлявшим янинскую школу Капланиса, которого осуждал перед местным полуавтономным османским правителем Али-пашой Янинским как атеиста и сторонника Вольтера

## Работы
Козмас Баланос написал ряд научных и теологических книг. Многие из его работ были изданы на деньги братьев Зосимас.
В 1798 году Баланос опубликовал в Вене работу «Краткая экспозиция арифметики, алгебры и хронологии» (Έκθεσις συνοπτικής αριθμητικής, αλγέβρης και χρονολογίας)
Написал философскую работу «На бездействие неупомянутых светил отличных среди поэтов и среди тех кто писал прозу» (Περί ελλείψεως των παραλειπομένων φωτών παρά τοις αρίστοις των ποιητών και των καταλογάδην συγγραψάντων), которая была издана в Венеции в 1803 году. Кроме того, в том же, 1803 году, он издал в Венеции работу своего отца «Более точное изложение арифметики» (Έκθεσις ακριβεστάτη της Αριθμητικής). В 1816 году, уже после его смерти, была издана книга «Против аиста» (Αντιπελάργησις), в которой он опровергал утверждение своего отца, что тот решил античную математическую задачу «удвоение куба», то есть построение циркулем и линейкой ребра куба, объём которого вдвое больше объёма заданного куба. Он написал «Историю Эпира», акцентируя внимание на Янина, которая, однако, осталась неизданной. Баланос также написал работы о социальных условиях региона, в котором он жил, в том числе, насильственную исламизацию местных христиан османскими властями в XVIII веке.
Баланос написал много теологических и философских работ, а также школьных учебников. Многие из этих работ остались неизданными и пропали после сожжения родовой библиотеки Баланоса в 1822 году, после взятия Янины султанскими войсками в ходе подавления сепаратистского движения Али-паши.